# Salsa de cacahuete
La salsa de cacahuete es un plato de carne típico de Guinea Ecuatorial y otras culturas africanas, que consiste en una salsa espesa a base de cacahuetes, cebolla y, a veces,  tomate. En esta salsa se bañan carne de pollo, de cerdo o de res, a veces incluye también gambas. Se suele acompañar con arroz blanco y yuca o plátano macho hervido.
Este plato con pollo también es llamado contrichop. Entre los fang es llamado bibas bi owono.

## Preparación
Tradicionalmente se usa gallina en vez de pollo, que es una carne más dura (por lo que necesita más tiempo de cocción), pero también es más sabrosa. También se puede encontrar con carnes silvestres como antílope e incluso pescado. Sin embargo, lo más común es el pollo en salsa de cacahuete. Dependiendo de la receta, el pollo se cuece o se fríe y se reserva aparte.
La salsa de cacahuete se puede preparar a partir de cacahuetes enteros que se muelen, o bien a partir de una crema de cacahuete comercial. En Guinea, las mujeres tuestan los cacahuetes y los trituran por dos veces sobre una tabla o roca plana, la segunda vez con sal, hasta obtener una pasta (ebas oguon) que sirve para hacer sopas o envueltos y que se conserva hasta por dos meses.
La cebolla, el tomate y el pimiento rojo (opcionales) se cortan fino o directamente se licúan y se fríen. Generalmente se agrega algún tipo de picante (guindillas / ajíes / chiles). En la receta tradicional guineoecuatoriana se agregan gambas secas a la salsa. Se le pueden agregar las especias que gusten en cada hogar: pimienta, jengibre, ajo, perejil, laurel u otras hierbas.